# Peter R. Adam
Peter Rudi Adam (* 29. Mai 1957 in Pirmasens; † 4. Dezember 2023 in Berlin) war ein deutscher Filmeditor und dreifacher Preisträger des Deutschen Filmpreises in der Kategorie Bester Schnitt. In seinen Filmcredits erscheint sein Name stets als Peter R. Adam. Durch das „R.“ vermied er eine Verwechslung mit dem Regisseur Peter Adam.

## Leben und Werk
Adam begann seine Film-Karriere 1983 als Tonmeister für Das Arche Noah Prinzip von Roland Emmerich und wechselte später zum Filmschnitt. 
Seine Montage-Leistungen wurden mehrfach ausgezeichnet: 1998 mit dem Deutschen Filmpreis (Schnitt) für Comedian Harmonists, 2001 mit dem Deutschen Kamerapreis (szenischer Schnitt) für Der Tunnel, 2003 mit dem Deutschen Filmpreis (Schnitt) für Good Bye, Lenin! 2012 folgte für seine Arbeit an Roland Emmerichs Anonymus eine weitere Auszeichnung mit dem Deutschen Filmpreis.
Peter Adam war 2003 eines der Gründungsmitglieder der Deutschen Filmakademie. Er gehörte dem ersten Vorstand der Akademie an und vertrat dort die Sektion Schnitt bis 2009. Nach einer Pause gehörte er von 2013 bis 2019 erneut dem Vorstand der Akademie an. Von 2019 bis 2023 war er wieder stellvertretender Vorsitzender der Sektion Schnitt, bevor er im Februar 2023 ganz aus dem Vorstand ausschied.
Am 4. Dezember 2023 verstarb Peter Adam im Alter von 66 Jahren in Berlin.

## Filmografie (Auswahl)
- 1991: Superstau
- 1992: Alles Lüge
- 1993: Wir können auch anders …
- 1995: Männerpension
- 1997: 14 Tage lebenslänglich
- 1997: Comedian Harmonists
- 1997: American Werewolf in Paris
- 1998: Liebe deine Nächste!
- 1999: Nichts als die Wahrheit
- 2002: Semana Santa – Die Bruderschaft des Todes
- 2002: Snipers Alley
- 2003: Herr Lehmann
- 2003: Good Bye, Lenin!
- 2004: Der neunte Tag
- 2004: Erbsen auf halb 6
- 2006: Elementarteilchen
- 2006: Herr der Diebe
- 2007: Mein Führer – Die wirklich wahrste Wahrheit über Adolf Hitler
- 2007: Warum Männer nicht zuhören und Frauen schlecht einparken
- 2007: Ulzhan – Das vergessene Licht
- 2009: Dinosaurier – Gegen uns seht ihr alt aus!
- 2009: Deutschland 09
- 2011: Anonymus (Anonymous)
- 2012: Russendisko
- 2013: Quellen des Lebens
- 2015: Tod den Hippies!! Es lebe der Punk
- 2015: Ich und Kaminski
- 2016: Vier gegen die Bank
- 2017: Es war einmal in Deutschland…
- 2018: Herrliche Zeiten
- 2021: Bekenntnisse des Hochstaplers Felix Krull
- 2022: Stasikomödie
- 2023: Der vermessene Mensch
- 2023: Die Unschärferelation der Liebe
- 2024: Bad Director
- 2024: Die Ermittlung